# Sudurul
Sudurul, Xudurul (Shu-Durul) ou Suturul (Shu-Turul) foi rei da Acádia, reinou no período que se estendeu entre 2168 e 2 154 a.C. Foi antecedido no trono por Dudu e foi o último governante do Império Acádio.